# ラハティ/サロランタM1926軽機関銃
ラハティ/サロランタM1926軽機関銃（ラハティ/サロランタM1926けいきかんじゅう）は、戦間期にフィンランドで開発された軽機関銃である。フィンランド国防軍での制式名称はPikakivääri m/26（26年式軽機関銃）で、2人の設計者の名を取ったラハティ＝サロランタ26（Lahti-Saloranta 26）、あるいはこれを略したL/S-26という呼び名でも知られる。

## 設計
第一次世界大戦後、結成間もないフィンランド国防軍が保有する機関銃の数は少なく、とりわけ個人で運搬が可能なものは極めて不足していた。当時保有した軽機関銃のうち最も一般的なものは、ドイツ製MG08重機関銃を軽量化したMG08/15およびこれを空冷化したMG08/18であった。これらは内戦時にドイツ遠征軍が持ち込んだほか、1919年にフランスが保有していたものが購入されている。また、ルイス銃、ショーシャ銃、マドセン銃といった軽機関銃が赤衛軍から鹵獲されていた。内戦後には7.62x54mmR弾仕様のルイス銃が少数輸入されたほか、1920年からはマドセン銃の輸入も始まった。1920年代初頭にはマドセン銃のライセンス生産が検討されたものの、構造が複雑で、フィンランド北部の厳しい気候においては故障し易いとして断念された。
フィンランド国防省に国防軍向けの制式軽機関銃の選定を行う軽機関銃委員会（Pikakiväärikomitea）が設置され、新たな軽機関銃の設計が始まったのは1924年のことである。委員会では、制式軽機関銃が国産品であることが望ましいとされており、7.62x53mmR弾を安定して射撃できる能力も求められた。
当時、アイモ・ラハティはまだ下士官で、M/22短機関銃（M/26短機関銃の試作銃）の設計を行っていた。その後、上官から促され、1923年末までに最初の軽機関銃の設計を行った。この設計案が軽機関銃委員会に候補の1つとして推薦され、ヘルシンキの第1兵器廠（AV1）で設計および改良を進めることとなった。ラハティは小火器設計に関する専門教育を受けたことがなかったので、教官兼監督としてアルボ・サロランタ中尉が派遣された。設計自体はもっぱらラハティが行い、サロランタは政府からの資金の取り付けなどの形でこれを支えた。
1925年夏、最初の試作銃が完成した。この銃は7.92x57mmモーゼル弾仕様で、ショーシャ銃やマドセン銃と同様にショートリコイル方式が採用されていた。同年の試験ではデンマーク製マドセン銃、スイス製Lmg 25、アメリカ製コルトBAR、イギリス製ビッカーズ・ベルチェー、フランス製オチキス銃、イタリア製ブレダ銃との比較が行われた。この試験でラハティ設計案が最も好ましいと評価された後、1926年8月13日に制式名称Pikakivääri m/26（26年式軽機関銃）として採用された。2人の設計者の名を取ったラハティ＝サロランタ26（Lahti-Saloranta 26）、あるいはこれを略したL/S-26という呼び名も良く使われた。

## 運用

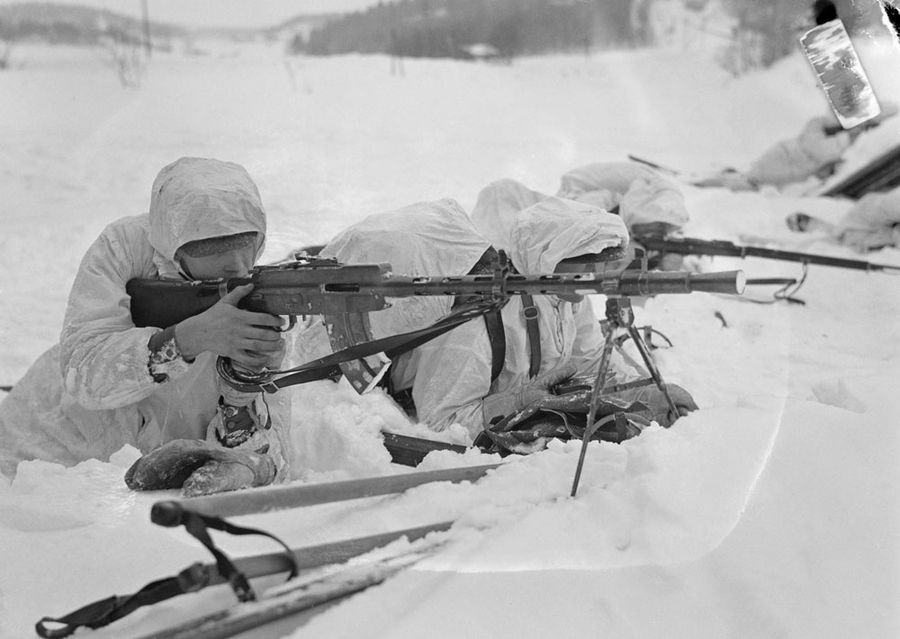
冬季戦演習の際にL/S-26を構えるフィンランド兵（1937年）

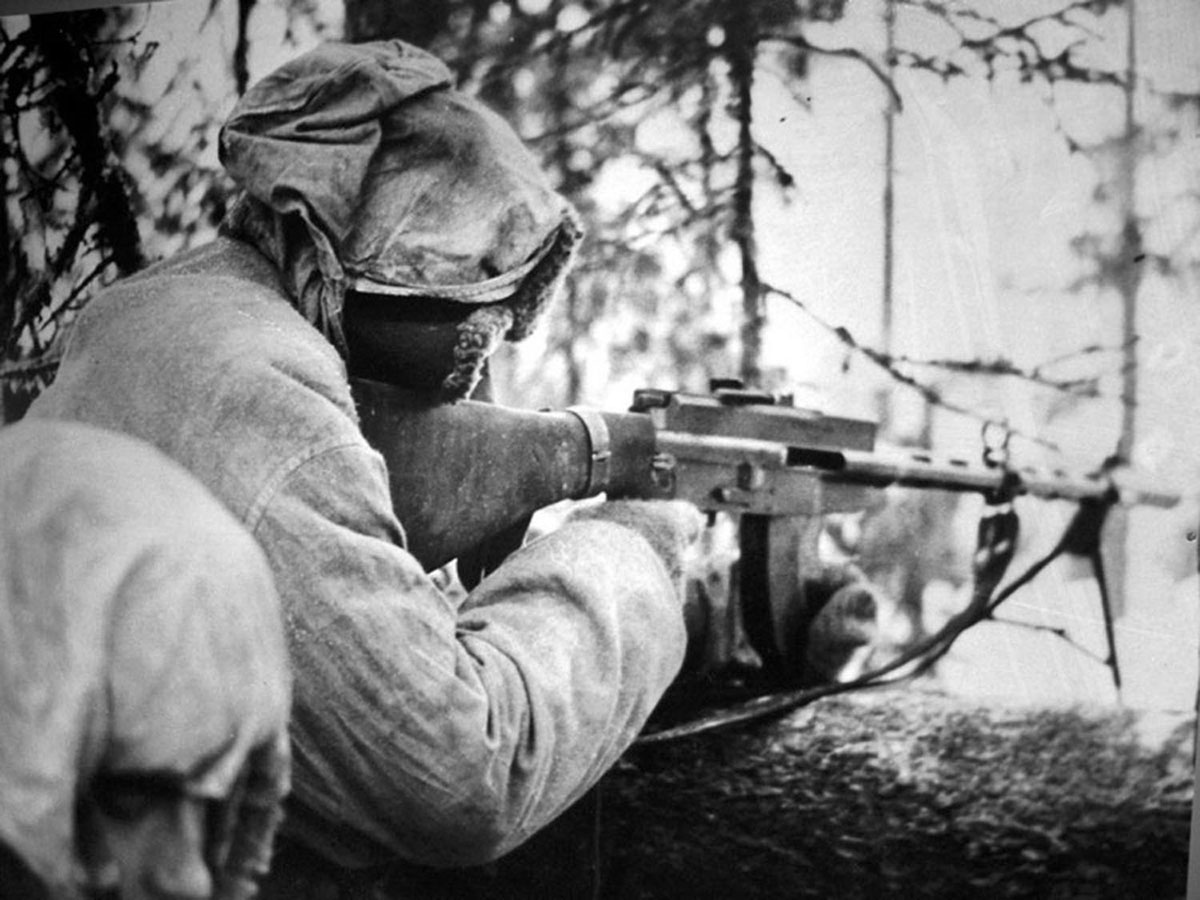
前線でL/S-26を構えるフィンランド兵（1940年2月）

L/S-26は、1928年から稼働し始めたユヴァスキュラの国営造兵廠（VKT）が最初に製造を命じられた銃であった。稼働に先立つ1927年には生産を指揮するためにサロランタが派遣された。しかし、最初のL/S-26が完成したのは1929年2月になってからで、3月末までに完成したのはわずか20丁ほどだった。この異様な製造遅延の原因を調査するための委員会が設置され、1929年4月3日にユヴァスキュラに派遣された。調査の結果、サロランタが当局に断りなくL/S-26の設計を大幅に変更していたことが明らかになった。サロランタは信頼性の向上のための改良だと弁明したものの、委員会ではこの変更によって当局が承認した時の設計とは既に異なるものになったと判断した。1929年4月4日には設計変更後の機関銃の試験が行われたが、弾づまりが多発したほか、抽筒器の破損、各所のバネの不良が報告され、性能と信頼性が大幅に低下したと結論された。間もなくしてサロランタは解任され、銃工学校に異動となった。これは事実上の更迭処分であった。1929年7月17日からはラハティが製造の監督を行った。サロランタによる設計変更を受けて全ての設計図や工場設備の追加点検が必要となり、基準を満たしたL/S-26の製造が改めて始まるのは1930年になってからだった。
冬戦争および継続戦争初期の時点では、1丁のL/S-26あたり90個（1,800発）もの弾倉が支給され、7人から成る軽機関銃分隊のうち、射手および補助員が工具や交換部品に加えて10個の弾倉を5個用の弾倉入れ2つに分けて携行し、その他の兵士が残り80個の弾倉を10個用の弾倉入れ8つに分けて携行した。弾倉の支給数は公式には変更されなかったものの、その重量が分隊の行動を大幅に制限することも明らかだったので、例えば継続戦争中の小銃分隊では大幅に減らされていたと言われている。
前線での評判は悪く、故障が多発したことから「26年式累積不良」とも通称された。ラハティ自身の見解では、主な原因は保管用に充填されていたグリスが適切に除去されていなかったことであるという。とりわけ一般兵士による分解が禁止されていた銃床内のリコイルスプリング部が不良を引き起こした。軽機関銃の配備に際しては専門訓練を受けた銃工が一度分解してグリス除去などの処置を行い、その後に前線部隊に送ることとされていたものの、実際にはこの手続きが徹底されないことも多かったという。設計上の公差が厳しく、これが弾詰まりなどを引き起こしたとする評価も多い。弾倉容量の少なさ、重量、価格なども欠点としてしばしば指摘された。一方、銃自体の重さも相まって、射撃精度は優れていた。
1930年代初頭、ラハティは75連発パンマガジンを使用するL/S-26/31を設計した。当初は75連発弾倉のみ装填可能だったが、後に従来の20連発弾倉も使用できるように再設計された。小改良を加えたモデルとしてL/S-26/32がある。軍部がさほど興味を示さなかったため、生産数は少ない。一部の教範等では75連発弾倉に言及されているものの、地上戦では全く使われていなかった。L/S-26/31およびL/S-26/32は主に空軍が購入し、75連発弾倉もほとんどが空軍向けに供給された。結果として陸軍では75連発弾倉が入手困難となり、L/S-26/31およびL/S-26/32も20連発弾倉のみ装填できるよう改修された。
赤軍の狙撃兵への対抗策として、マキシム M/32-33用の望遠照準器を取り付ける現地改修が行われた例が少数知られる。
輸出も試みられたが、商業的な成功を収めることはなかった。中華民国からは7.92x57mmモーゼル弾仕様モデル40,000丁分の発注が行われ、1937年には最初の発送分としておよそ1,200丁が納品された。しかし、直後に行われた大日本帝国政府からの抗議のため、以後の発送は行われなかった。そのほか、輸出用として6.5x51mm有坂、7x57mm弾、7.65x53mmアルゼンチンモーゼル弾、.303ブリティッシュ弾、7x56mmRゾロターン弾といった外国製弾薬のモデルが試作されていた。
1930年以降、年間500丁程度が製造され、陸軍への最後の納品が行われたのは1942年のことである。生産終了の判断は、第二次世界大戦中に赤軍からおよそ10,000丁のDP28軽機関銃が鹵獲され、またこのソ連製機関銃が最前線でより優れた信頼性を示したことによる。1942年6月の時点で、陸軍は約4,600丁のL/S-26を保有しており、この数が以後大きく増えることはなかった。1951年8月時点での保有数は3,377丁であった。1960年代初頭、KK 62軽機関銃による更新が始まった。1986年までは予備装備として保管されていたが、1990年代初頭には大部分がスクラップとして処分され、一部はコレクター市場向けに放出された。

## 構造
L/S-26は、ショートリコイル方式を採用しており、射撃はオープンボルトの状態から行われた。セレクティブファイア機能を備える。給弾は20連発箱型弾倉から行われた。
照準器はわずかに左にオフセットされている。照準距離は300mから1,500mまで100m刻みで調整できた。対空用照準器を取り付けることもできた。
銃身交換の作業には25秒から30秒程度を要した。銃身長は20インチと比較的短く、反動および発砲炎を軽減するための消炎器が設けられている。この消炎器を取り外して空砲用アダプタを取り付けることもできた。
部品数は188個と多く、これも兵士から不評を買う原因となった。
二脚を備えるが、長距離パトロールや機動戦に従事する兵士の中には、重量があるため嫌う者も多かった。こうした兵士らは、負革を肩に掛けたり背嚢などに銃身を依託すれば十分安定した射撃が行えるため、二脚を使う必要はないと考えていた。三脚は設計されなかったが、背嚢用フレームに取り付ける対空射撃用マウントが少数調達された。補助員がこれを背負った後にL/S-26を固定し、射手がその後ろに立って銃を構えるのである。
工具や銃身等の交換部品は革袋に収めた状態で支給された。20連発弾倉用のリロードツールもここに含まれていた。弾倉のバネが強力なため、このリロードツールを使わずに弾薬を装填し直すことは非常に難しかった。